# Teilverhältnis

Definition des Teilverhältnisses und Spezialfälle

Unter dem Teilverhältnis versteht man in der Geometrie im einfachsten Fall das Verhältnis zweier Teilstrecken einer gegebenen Strecke. Wird z. B. die Strecke {\displaystyle \left[AB\right]} durch einen Punkt {\displaystyle T} in zwei Teilstrecken {\displaystyle \left[AT\right]} und {\displaystyle \left[TB\right]} geteilt (s. erstes Beispiel), so ist die Zahl {\displaystyle \lambda ={\tfrac {|AT|}{|TB|}}}
das zugehörige Teilverhältnis. Man könnte allerdings auch den Kehrwert, der durch Vertauschen von {\displaystyle A} und {\displaystyle B} entsteht, als Teilverhältnis erklären. Beim Umgang mit Teilverhältnissen ist also unbedingt auf die Bezeichnung der Punkte zu achten.
Die große Bedeutung erhält das Teilverhältnis durch die Verallgemeinerung auf beliebige Teilpunkte {\displaystyle T} auf der Geraden durch {\displaystyle A,B}.
Die große Bedeutung des Teilverhältnisses liegt in seiner Invarianz unter affinen Abbildungen (lineare Abbildungen und Translationen) und Parallelprojektionen. Bei projektiven Abbildungen und Zentralprojektionen bleibt das Teilverhältnis im Allgemeinen nicht invariant, aber das sogenannte Doppelverhältnis.

## Definition
In der Literatur findet man die folgende Definition für drei Punkte in der euklidischen Ebene:
Für drei verschiedene kollineare Punkte {\displaystyle A,B,T} nennt man die Zahl {\displaystyle \lambda } mit der Eigenschaft
{\displaystyle {\overrightarrow {AT}}=\lambda \;{\overrightarrow {TB}}\ }
das Teilverhältnis, in dem der Punkt {\displaystyle T} das Punktepaar  {\displaystyle A,B} teilt, und bezeichnet sie mit {\displaystyle (A,B;T)} oder {\displaystyle TV(ABT)}.
Der Fall {\displaystyle A=T} lässt sich mit einbeziehen und liefert {\displaystyle \lambda =0}. Das Teilverhältnis kann jede reelle Zahl außer −1 annehmen (s. u.).
Das Wort „teilt“ darf man nach der Ausdehnung auf beliebige Punkte {\displaystyle T} nicht zu wörtlich nehmen, denn nur, wenn {\displaystyle T} zwischen {\displaystyle A,B} liegt, teilt {\displaystyle T} die Strecke {\displaystyle \left[AB\right]}.
Es gilt:
- Liegt {\displaystyle T}  zwischen {\displaystyle A} und {\displaystyle B}, so ist {\displaystyle \lambda >0} und man spricht von einer inneren Teilung.
- Liegt  {\displaystyle T} außerhalb, so ist {\displaystyle \lambda <0} und man spricht von einer äußeren Teilung. Falls {\displaystyle T} außerhalb auf der Seite von {\displaystyle B} liegt, so ist {\displaystyle \lambda <-1}. Falls {\displaystyle T} auf der Seite von {\displaystyle A} liegt, gilt {\displaystyle -1<\lambda <0}.
- Nähert sich {\displaystyle T} von innen {\displaystyle B} an, so strebt {\displaystyle \lambda } gegen {\displaystyle \infty }, im anderen Fall (von außen) geht {\displaystyle \lambda } gegen {\displaystyle -\infty }.
- Falls {\displaystyle T} der Mittelpunkt der Strecke   {\displaystyle \left[AB\right]} ist, ergibt sich {\displaystyle \lambda =1}.

Man beachte, dass eine Vertauschung von {\displaystyle A,B} das Teilverhältnis verändert (invertiert), außer im Fall, dass {\displaystyle T} der Mittelpunkt der Strecke ist.

## Berechnung des Teilverhältnisses bzw. des Teilpunktes

Vektoren zur Berechnung des Teilverhältnisses

Teilverhältnis in Abhängigkeit vom Parameter t:

Der Punkt {\displaystyle T} der Geraden durch die Punkte {\displaystyle A} und {\displaystyle B} lässt sich durch
- {\displaystyle {\overrightarrow {OT}}={\overrightarrow {OA}}+t{\overrightarrow {AB}}} mit einem Parameter {\displaystyle t} beschreiben.

Aus {\displaystyle {\overrightarrow {AT}}=t{\overrightarrow {AB}}} und {\displaystyle {\overrightarrow {TB}}=(1-t){\overrightarrow {AB}}} ergibt sich die Gleichung {\displaystyle t{\overrightarrow {AB}}=\lambda \;(1-t){\overrightarrow {AB}}} und schließlich
- {\displaystyle \lambda ={\frac {t}{1-t}}}.

Löst man die letzte Gleichung nach t auf, so erhält man
- {\displaystyle t={\frac {\lambda }{1+\lambda }}} und damit zu vorgegebenem Teilverhältnis {\displaystyle \lambda } den Teilpunkt {\displaystyle T} mit
- {\displaystyle {\overrightarrow {OT}}={\overrightarrow {OA}}+{\frac {\lambda }{1+\lambda }}{\overrightarrow {AB}}}

Für {\displaystyle \lambda =1} ist {\displaystyle t={\frac {1}{2}}} und {\displaystyle T} der Mittelpunkt der Strecke  {\displaystyle \left[AB\right]}.
Bemerkung:

Falls die Punkte {\displaystyle A,B,T} durch ihre Parameter {\displaystyle a,b,t} bezüglich einer Parameterdarstellung {\displaystyle {\vec {x}}={\vec {p}}+x{\vec {v}}} der zugrunde liegenden Gerade gegeben sind, ergibt sich für ihr Teilverhältnis
- {\displaystyle \lambda ={\tfrac {t-a}{b-t}}} und für die Umkehrung {\displaystyle t={\tfrac {b\lambda +a}{1+\lambda }}}.

## Zeichnerisches Ermitteln des Teilpunkts

Teilung von A, B im Verhältnis (T, innen) bzw. (S,außen)

Um den Teilpunkt zu finden, verwendet man eine Konstruktion nach dem zweiten Strahlensatz: Soll die Strecke [AB] im Verhältnis m:n geteilt werden, so zeichnet man durch A und durch B zwei parallele Geraden. Auf der Parallelen durch A trägt man m-mal, auf der Parallelen durch B n-mal die gleiche Strecke ab. Bei innerer Teilung muss das Abtragen in verschiedener Richtung, bei äußerer Teilung in gleicher Richtung erfolgen. Man zeichnet die Gerade durch die Endpunkte der abgetragenen Strecken. Ihr Schnittpunkt mit der Geraden AB ist der gesuchte Teilpunkt (S bzw. T).

## Invarianz des Teilverhältnisses
Eine beliebige affine Abbildung der reellen Koordinatenebene lässt sich folgendermaßen darstellen:
- {\displaystyle {\vec {x}}\to \phi ({\vec {x}})+{\vec {u}}}, wobei {\displaystyle \phi } eine lineare Abbildung ist.

Also wird {\displaystyle {\overrightarrow {AT}}={\overrightarrow {OT}}-{\overrightarrow {OA}}} auf
{\displaystyle {\overrightarrow {A'T'}}=\phi ({\overrightarrow {OT}})+{\vec {u}}-\phi ({\overrightarrow {OA}})-{\vec {u}}=\phi ({\overrightarrow {AT}})=\phi (\lambda {\overrightarrow {TB}})=\lambda \phi ({\overrightarrow {TB}})=\lambda {\overrightarrow {T'B'}}} abgebildet. Hieraus ergibt sich
- {\displaystyle {\overrightarrow {A'T'}}=\lambda {\overrightarrow {T'B'}}}, die Invarianz des Teilverhältnisses.

Eine Parallelprojektion lässt sich als affine Abbildung oder, bei geeigneter Koordinatisierung, sogar als lineare Abbildung darstellen (siehe Ellipse (Darstellende Geometrie)). Also ist das Teilverhältnis auch bei Parallelprojektion invariant.

## Verallgemeinerung
Da zur Definition des Teilverhältnisses nur Zahlen und Vektoren verwendet wurden, lässt sie sich wörtlich auf eine affine Koordinaten-Ebene über einem beliebigen Körper ausdehnen. (Die reellen Zahlen werden als Koordinatenbereich einfach durch einen beliebigen Körper ersetzt.) Allerdings gelten die obigen Aussagen, die typische Eigenschaften der reellen Zahlen („{\displaystyle >0}“ und „{\displaystyle \to \infty }“) verwenden, nicht mehr. Die Invarianz des Teilverhältnisses gilt auch in diesem allgemeinen Fall.